# Castelo de Puilaurens

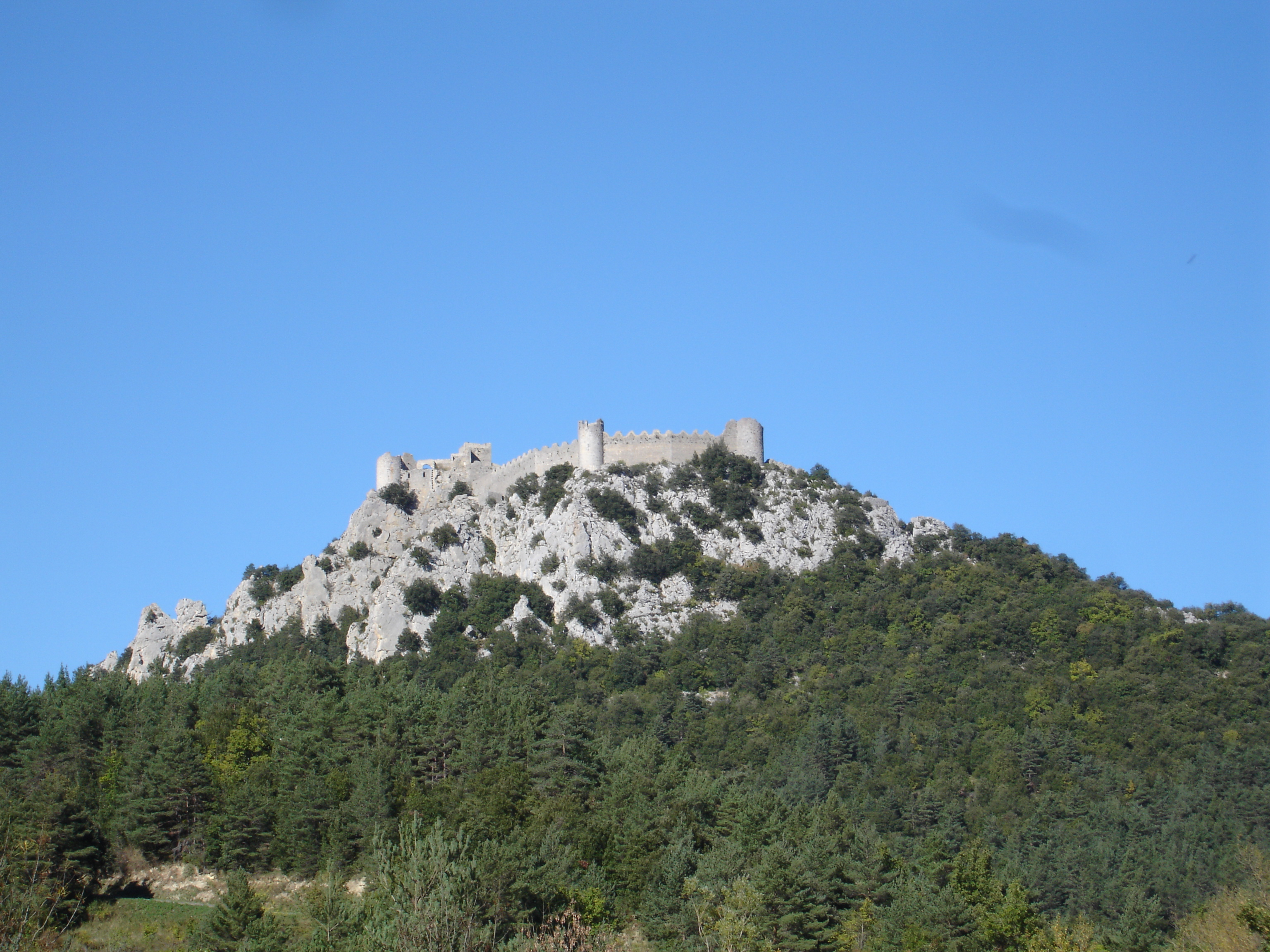
Castelo de Puilaurens

Mapa do castelo de Puilaurens

O Château de Puilaurens (também Puylaurens; em occitano: lo Castèl de Puèg-Laurenç) é um dos chamados castelos cátaros da comuna de Lapradelle-Puilaurens no departamento de Aude, na França. O castelo está localizado acima do Vale Boulzane e das aldeias de Lapradelle e Puilaurens. Existe um caminho de Axat para o castelo.
O castelo está classificado como monumento histórico pelo Ministério da Cultura da França desde 1902.